# Robert Aickman
Robert Aickman (London, 27 juni 1914 - 26 februari 1981) was een Engels schrijver en milieubeschermer. 
Aickmans verhalen zijn in het bovennatuurlijke en horrorgenre te situeren. Zelf noemde hij ze 'strange stories', vreemde verhalen. Aickman was een van de oprichters van de Inland Waterways Association.

## Leven
Aickman werd in 1914 te Londen geboren. Hij was de zoon van architect William Arthur Aickman en Mabel Violet Marsh. Zijn grootvader langs moederszijde was Richard Marsh, tijdgenoot van Bram Stoker, en auteur van de toentertijd populaire horrorroman The Beetle. Van 1928 tot 1931 studeerde Aickman aan de Highgate School. Hij was geïnteresseerd in het paranormale, lange tijd lid van 'The Ghost Club' en onderzocht Borley Rectory.
Van 1941 tot 1957 was Aickman gehuwd met Edith Ray Gregorson. Ze was werkzaam in de literaire wereld en schrijfster van kinderboeken. Aickman had een affaire met Elizabeth Jane Howard, de schrijfster met wie hij zijn eerste bundel kortverhalen schreef en echtgenote van Peter Scott.
In 1946 richtten Scott en Aickman de Inland Waterways Association op, een vereniging die zich inzet voor het behoud, herstel en onderhoud van inlandse kanalen en bevaarbare rivieren in Engeland. Aickman schreef twee non-fictie werken over dit waterwegennetwerk, beide uitgebracht in 1955.
Aickman interesseerde zich voor muziek, ballet en theater. Van 1954 tot 1969 was hij voorzitter van de London Opera Society. Hij was actief in de London Opera Club, Ballet Minerva en de Mikron Theatre Company.
Aickman stierf op 26 februari 1981 aan kanker, nadat hij die enkel homeopathisch wilde behandelen.
Volgens Elizabeth Jane Howard in haar autobiografie Slipstream was Aickman vrij conservatief. Hij had het gevoel dat hij het einde van een beschaving beleefde. Volgens Joanna Russ schreef hij als een vrouw.

### Romans
- The Late Breakfasters, Victor Gollancz, 1964
- The Model, Arbor House, 1987
- Go Back at Once, Tartarus Press, 2020 (postuum, geschreven midden jaren 1970)

### Kortverhalen
- We Are for the Dark: Six Ghost Stories, Jonathan Cape, 1951. (verzameling met drie verhalen van Elizabeth Jane Howard en drie van Aickman): The Trains, The Insufficient Answer en The View
- Dark Entries: Curious and Macabre Ghost Stories, Collins, 1964: The School Friend, Ringing the Changes, Choice of Weapons, The Waiting Room, The View en Bind Your Hair
- Powers of Darkness: Macabre Stories, Collins, 1966: Your Tiny Hand Is Frozen, My Poor Friend, The Visiting Star, Larger than Oneself, A Roman Question en The Wine-Dark Sea
- Sub Rosa: Strange Tales, Victor Gollancz, 1968: Ravissante, The Inner Room, Never Visit Venice, The Unsettled Dust, The Houses of the Russians, No Stronger than a Flower, The Cicerones en Into the Wood
- Cold Hand in Mine: Eight Strange Stories, Victor Gollancz, 1975: The Swords, The Real Road to the Church, Niemandswasser, Pages from a Young Girl's Journal, The Hospice, The Same Dog, Meeting Mr Millar en The Clock Watcher
- Tales of Love and Death, Victor Gollancz, 1977: Growing Boys, Marriage, Le Miroir, Compulsory Games, Raising the Wind, Residents Only en Wood
- Intrusions: Strange Tales, Victor Gollancz, 1980: Hand in Glove, No Time Is Passing, The Fetch, The Breakthrough, The Next Glade en Letters to the Postman
- Night Voices: Strange Stories, Victor Gollancz, 1985: The Stains, Just a Song at Twilight, Laura, Rosamund's Bower en Mark Ingestre: The Customer's Tale
- The Strangers and Other Writings, Tartarus Press, 2015, onuitgegeven fictie (en non-fictie): The Case of Wallingford's Tiger, The Whistler, A Disciple of Plato, The Coffin House, The Flying Anglo-Dutchman, The Strangers en The Fully-Conducted Tour

### Non-fictie
- Know Your Waterways, Coram, 1955
- The Story of Our Inland Waterways, Pitman, 1955

### Autobiografieën
- The Attempted Rescue, Victor Gollancz, 1966
- The River Runs Uphill: A Story of Success and Failure, Pearson, 1986

## Bewerkingen
Aickmans verhalen werden nog nooit verfilmd. Enkele kortverhalen waren in Engeland op de radio als hoorspel te beluisteren en op televisie als afleveringen in horrorprogramma's te bekijken. Jeremy Dyson bracht enkele verhalen op de plank en bewerkte het kortverhaal The same dog met Joby Talbot tot een musical.

## Erkenning
Aickman won enkele prijzen:
- World Fantasy Lifetime Achievement genomineerd (1975)
- World Fantasy Best Short Story winner (1975) : Pages from a Young Girl's Journal
- British Fantasy Society Best Collection nominee (1999) : The Collected Strange Stories of Robert Aickman, Volume II

- Biblioteca Nacional de España: XX5133593
- Catàleg d'autoritats de noms i títols de Catalunya: 981058528110606706
- CiNii: DA10990849
- Gemeinsame Normdatei: 1051481457
- International Standard Name Identifier: 0000 0000 8345 0576
- Library of Congress Control Number: n50033583
- Bibliotheek van het Japanse parlement: 00660174
- Nationale Bibliotheek van Tsjechië: xx0017856
- Nationale Bibliotheek van Israël: 987007378746105171
- Nederlandse Thesaurus van Auteursnamen: 071695427
- Système universitaire de documentation: 059375663
- Virtual International Authority File: 85413436
- WorldCat: E39PBJr7VWTkyGxFQgHFQvttKd